# フリギドゥスの戦い
フリギドゥスの戦い（フリギドゥスのたたかい）は、394年9月5日から9月6日にかけて行われた、ローマ帝国の東側を支配するテオドシウス1世と西側を支配するエウゲニウスとの戦い。
ローマ帝国を叔父ウァレンスや異母弟ウァレンティニアヌス2世とともに共同統治していた皇帝グラティアヌスは、ウァレンスが378年にゴート族とのアドリアノープルの戦いで戦死した後、ヒスパニアで隠遁生活を送っていたテオドシウス1世を共治帝に選んでウァレンスが治めていた東方諸州の統治を任せた。
ところが383年、グラティアヌスは将軍マグヌス・マクシムスの反乱で殺害されてしまう。テオドシウス1世はマグヌス・マクシムスにブリタンニア、ガリア、ヒスパニア、アフリカの統治権を認めて彼を共同皇帝として迎え入れたが、マグヌス・マクシムスは更にイタリアへも支配を広げようとして387年にイタリアへ侵攻した。ウァレンティニアヌス2世はテオドシウス1世の元に逃れ、388年にテオドシウスの力を借りてマグヌス・マクシムスを討ってメディオラヌムへ復帰し、以降は帝国の東部をテオドシウス1世が、西部をウァレンティニアヌス2世が統治する体制となり、一旦は安定したかに見えた。
ところが、ウァレンティニアヌス2世は392年になって不審死する。テオドシウス1世によってウァレンティニアヌス2世の監視役とされていたフランク人の将軍アルボガストは、テオドシウスに次の西ローマ皇帝としてテオドシウスの長男アルカディウスを迎え入れたいと提案したが、この提案にテオドシウスは返答をしなかった。テオドシウスからの連絡がないまま3か月が過ぎ、皇帝の不在が長引くにつれアラマンニ人やフランク人が不穏な動きを見せ始めたため、アルボガストは自分の友人でもあるエウゲニウスを次の皇帝に推挙し、正式な手続きを経て392年8月22日にエウゲニウスを西方正帝とした。アルボガストはライン川の付近を行軍して辺境のゲルマン人に軍事力を誇示し、アラマンニ人やフランク人を鎮撫して帝国の治安を安定させることに成功した。
エウゲニウスの統治下では、クィントゥス・アウレリウス・シュンマクスや大ニコマコス・フラウィアヌスと小ニコマコス・フラウィアヌスの親子といった、ローマ出身の元老院議員たちが重用された。エウゲニウスもキリスト教徒ではあったが、古代ローマの伝統を重んじる元老院議員たちの進言により、フォロ・ロマーノにあるウェヌスとローマ神殿の再建や、グラティアヌスが元老院から撤去した女神ウィクトリアの勝利の祭壇を返還するなど、古代ローマの伝統的宗教に寛容な政策を採った。
しかし、こうした宗教政策はキリスト教を推進していたテオドシウスを激怒させた。テオドシウスは394年になってコンスタンチノープルからイタリアに進撃、9月にテオドシウスはエウゲニウスとイタリア北部のフリギドゥス川（現在のウィパッコ川（en））のほとりで激突した。初日にはアルボガストの善戦によってテオドシウスが苦戦を強いられ、アラリック1世に率いられたゴート人の半数と、イベリア人の王バクリウスとが戦死した。しかし翌日には、発生した砂嵐を巧みに利用したテオドシウスがアラリック1世やスティリコらの奮闘もあって戦況を逆転させてエウゲニウスを打ち破り、エウゲニウスを処刑してアルボガストと大ニコマコス・フラウィアヌスを自殺に追い込んだ。小ニコマコス・フラウィアヌスは生き残り、432年に没している。因みに大ニコマコスの血縁は少なくとも5世紀半ばまでは存続している。

## その後
勝利したテオドシウスはローマの元老院を圧迫してローマの伝統宗教の廃絶と徹底弾圧に同意させ、ローマ帝国のキリスト教化を完成させた。だが、テオドシウスはフリギドゥスの戦いから4か月後の395年1月17日にメディオラヌムで急死し、あとには東の皇帝とされていたアルカディウスと西の皇帝とされていたホノリウスの幼い二人の皇帝が残された。日本ではこれをもって「ローマ帝国の東西分裂」と称されるが、兄弟間における帝国の分担統治はコンスタンティヌス朝やウァレンティニアヌス朝の時代から既に常態化していたものであり、テオドシウス1世の没後にローマ帝国の東西を政治的に再統一した皇帝が出現しなかった結果によるものである。